# إد غوردون
إد غوردون (بالإنجليزية: Ed Gordon)‏ هو منافس ألعاب قوى أمريكي، ولد في 1 يوليو 1908 في جاكسون في الولايات المتحدة، وتوفي في 5 سبتمبر 1971 في ديترويت في الولايات المتحدة.

## وصلات خارجية
- إد غوردون على موقع أوليمبيديا (الإنجليزية)
- إد غوردون على موقع قاعة آيوا للمشاهير الرياضية (الإنجليزية)